# コニーアイランド

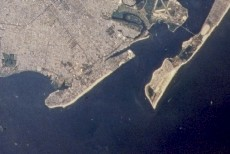
左の半島がコニーアイランド、右の半島がロッカウェイ

コニー・アイランド（英語: Coney Island）は、アメリカ合衆国ニューヨーク市ブルックリン区の南端にある半島および地区である。ニューヨークの近郊型リゾート地、観光地として知られる。かつては島だった。

## 概要
コニー・アイランドは、ルナ・パーク遊園地やニューヨーク水族館、ビーチなどがあるリゾート地として多くの観光客を引きつけている。木製ジェットコースターのサイクロンとパラシュート・ジャンプは、ニューヨーク市の歴史的建造物として登録され、保存されている。サンダーボルトというジェットコースターが1925年から1983年まで運転していたが、2014年に新しく建設され現在も運転している。また、1920年から稼働している観覧車ワンダー・ホイールは、ルナ・パークに隣接するデノズ・ワンダー・ホイール・アミューズメント・パークにて営業している。大西洋に面する全長約4.0kmに渡るビーチが広がっており、遊園地とビーチの間にはボードウォークが整備されている。
ホットドッグ発祥の地という説があり、19世紀にコニーアイランドのワゴンで初めてソーセージをパンに差し込んだものが販売されたという。それと関連して、中西部では挽肉入りのソースをかけたホットドッグを「コニーアイランド・ホットドッグ」と呼んでいる。毎年7月4日には当地にあるホットドッグ店「ネイサンズ」では、ホットドッグの早食い大会が行われる。マーメイドのコスプレをした人たちが集まるマーメイド・パレードも有名である。夏の間は花火大会なども催される。
コニー・アイランド-スティルウェル・アベニュー駅はニューヨーク市地下鉄のD、F、N、およびQ線の南の終点である。

## 歴史
ヨーロッパ人入植者がやってくる以前はネイティブ・アメリカンがこのエリアに住んでいた。レナペ族はこの島をNarrioch（影のない島）と呼んでいた。これは、この島が南向きのため、日中は常に太陽に照らされていることからきている。
17世紀にヨーロッパ人によるニューヨークエリアへの入植が始まり、ニューネーデルランドのオランダ人によってこの島は"Conyne Eylandt"（現代のオランダ語ではKonijneneiland）と名付けられた。17世紀後半には、ニューヨークはイギリスの統治下となり、この島も英語名の"Coney Island"という名前になった。これはウサギの島 (Rabbit Island) という意味で、当時はロングアイランドの他の島と同様に、ウサギが多く生息していた。当時はヨーロッパ人によってウサギ狩りが行われたが、都市開発によって現在は野うさぎは見られなくなった。オランダ語名ではこの島は1639年には地図に記載されており、英語名の"Conney Isle"は1690年に、Coney Islandは1733年には地図に現れている。
19世紀後半より、この島を自然保護地区として保存するか都市開発するかの議論が起こったが、現在ではこの地区には多くの建物が並んでいる。20世紀からアミューズメント・パークが建設され、かつてはシーライオン・パーク (1895-1903)、初代ルナ・パーク (1903-1946)、ドリーム・ランド (1904-1911)、スティープルチェース・パーク (1897-1964)、アストロランド (1962-2008) が、現在はルナ・パーク (2010-) が営業している。1885年から1896年まで、コニーアイランド・エレファントというゾウの形の建物が建っていた。
かつては島だったが、1930年代のベルト・パークウェイの建設および1960年代のヴェラザノ・ナローズ・ブリッジの建設の際にコニーアイランド川が埋め立てられ、ロングアイランドと陸続きの半島となっている。

## 大衆文化におけるコニー・アイランド

### 日本とコニー・アイランド
1953年（昭和28年）、東京の春日町で「コニー・アイランド」の名を冠したアメリカ式移動遊園地による「コニーアイランドショー」が開催。本格的なジェットコースターが話題を呼んだ。この移動遊園地によるイベントは、翌1954年（昭和29年）から1958年（昭和33年）にかけて名古屋市鶴舞公園に場所を変えて開催された。